# Ринг, Борге
Борге Ринг (дат. Børge Ring; 17 февраля 1921, Рибе — 27 декабря 2018, Равенстейн) — датский аниматор, в 1985 году получивший премию Оскар за серии Anna & Bella.

## Биография
Увлекался рисунком с детства. Одно время работал в Нидерландах. Был женат на Йонике Ринг. Создавал комиксы и мультфильмы. В конце 1990-х нарисовал основанный на детских воспоминаниях мультфильм Anton, который демонстрировался, в том числе, и в России. В 2015 году автобиография мультипликатора, первоначально изданная на датском языке, стала доступна в переводе на голландский. Скончался в возрасте 97 лет.